# Alexandru Ier Aldea
Pour les articles homonymes, voir Aldea.
Alexandru Ier Aldea est prince de Valachie de 1431 à 1436.
Fils illégitime de Mircea Ier l'Ancien, il succède à Dan II de Valachie en 1431 avec l'appui des Moldaves et meurt vraisemblablement de maladie après le 25 juin 1436, date de la dernière charte qu'il a signé.
Il conclut des alliances avec Sigismond de Hongrie et le prince Alexandre le Bon de Moldavie et refuse de payer tribut aux Ottomans. Ceux-ci lancent une expédition et prennent les forteresses de Giurgiu et de Turnu sur le Danube. Aldea doit se rendre à Andrinople pour conclure une alliance avec Murat II. Il s’engage à payer le tribut et à laisser le passage aux armées ottomanes. Il laisse de nombreux otages et obtient la liberté de 3000 prisonniers.

## Sources
- (fr) Nicolas Iorga Histoire des Roumains volume IV, les chevaliers. Bucarest (1937)
- (ro) Constantin C.Giurescu & Dinu C.Giurescu Istoria Romanilor volume II (1352-1606).Editura Stcintifica si Enciclopedica Burarecsti (1976) p. 115-117.